# Collandres-Quincarnon
Collandres-Quincarnon település Franciaországban, Eure megyében. Lakosainak száma 254 fő (2022. január 1.). Collandres-Quincarnon Berville-la-Campagne, Louversey és Romilly-la-Puthenaye községekkel határos.

## Népesség
A település népességének változása:
| Lakosok száma | 171  | 155  | 165  | 197  | 212  | 219  | 233  | 243  | 242  | 254  |
|               | 1968 | 1982 | 1990 | 2006 | 2013 | 2015 | 2017 | 2019 | 2020 | 2022 |